# Белоглав кълвач
Белоглавият кълвач (Leuconotopicus albolarvatus) е вид птица от семейство Кълвачови (Picidae). Видът е незастрашен от изчезване.

## Разпространение
Разпространен е в Канада и САЩ.